# Gschwend (Oberstaufen)
Gschwend (mundartlich: Gschwendh, ins Gschwendh) ist ein Gemeindeteil der Marktgemeinde Oberstaufen im bayerisch-schwäbischen Landkreis Oberallgäu.

## Geographie
Die Einöde liegt circa 3,5 Kilometer westlich des Hauptorts Oberstaufen. Nördlich der Streusiedlung verläuft die Queralpenstraße B 308. Westlich von Gschwend liegt Irsengund in der Gemeinde Oberreute im Landkreis Lindau. Südlich verläuft die Staatsgrenze zu Sulzberg im österreichischen Vorarlberg.

## Ortsname
Der Ortsname stammt vom neuhochdeutschen Wort Schwende für Rodung. Bei der Ersterwähnung Häfelinsschwend stand der Familienname Häfele als Präfix vor dem Grundwort und bedeutete Rodesiedlung des Häfelin.

## Geschichte
Gschwend wurde erstmals urkundlich im Jahr 1783 als Häfelinsschwend erwähnt und zu dieser Zeit noch Hinterreute zugeordnet. 1808 wurde der Ort Gschwend genannt und zählt drei Höfe, wovon der größte Hof Häfeles Gschwend genannt wurde.

## Baudenkmäler
Siehe: Liste der Baudenkmäler in Gschwend